# Shacknews
Shacknews是一个提供有关电子游戏新闻、专题、评论、论坛的网站。现属Gamerhub Content Network旗下。

## 历史
Shacknews在1996年由Steve Gibson创立，最初该站是《雷神之锤》游戏的专题站，网站名称是“Quakeholio”。在经过多年发展后，网站的内容得到扩充，网站名称也改为现在的Shacknews。
2002年他们推出了FileShack网站，提供游戏Demo、补丁及其他游戏相关文件。
Shacknews的总部位于新泽西州Waldwick。他们的内容也提供给GameFly和Steam。
2009年，Shacknews被GameFly收购。
2014年，Shacknews被Gamerhub Content Network收购，而FileShack被关闭。Shacknews的新任CEO Asif Khan认为Shacknews在被GameFly收购后的变化影响了该站的声誉，并使其流失了用户。